# Anne Bramard-Blagny
Pour les articles homonymes, voir Bramard et Blagny.
 (mars 2020).
Il peut être nécessaire de l'améliorer pour respecter le principe de neutralité de point de vue. Veuillez consulter la page de discussion pour plus de détails.

Anne Bramard-Blagny est une journaliste, auteure, réalisatrice et productrice de films documentaires, née en 1947 à Decize.

## Carrière
Elle est auteure et réalisatrice. Elle produit 200 documentaires sur les ethnies en voie de disparition puis à destination de la jeunesse, qui sont partagés lors de conférences et de festivals. Certains sont primés. 
En 2000 elle recentre ses productions sur le patrimoine, les artistes, musiciens ou danseurs, en diasporas. 
En 2008-2009, invitée à la Résidence d'artistes de La Prée, elle redécouvre l’œuvre du  compositeur Olivier Greif et choisit de lui rendre hommage à l'occasion du dixième anniversaire de sa disparition. Le coffret « Les Incontournables d'Olivier Greif » produit en collaboration avec sa fille Julia Blagny, récolte également de nombreuses récompenses (Diapason d’Or, Clef du mois ResMusica, Coup de Cœur Charles Cros, 4 étoiles Forumopera et 3 étoiles Classica).
En 2010, elle décide de poursuivre son travail sur le pouvoir de la musique, de la danse et du mouvement. En 2011-2012 sort « Etienne-Jules Marey, La Science au Cœur des Arts » co-réalisé avec Josette Ueberschlag et Julia Blagny. Il est sélectionné pour participer au FIFA (Festival international du film sur l'art de Montréal ), puis au Festival Arte cinéma de Naples.
En 2013, elle produit en collaboration avec Julia Blagny deux projets musicaux récompensés et salués par la presse : le DVD musical « Maurice Emmanuel, la Rumeur du Monde » (5 diapasons et 4 étoiles Classica) et « Dans la résonance de Maurice Emmanuel ».

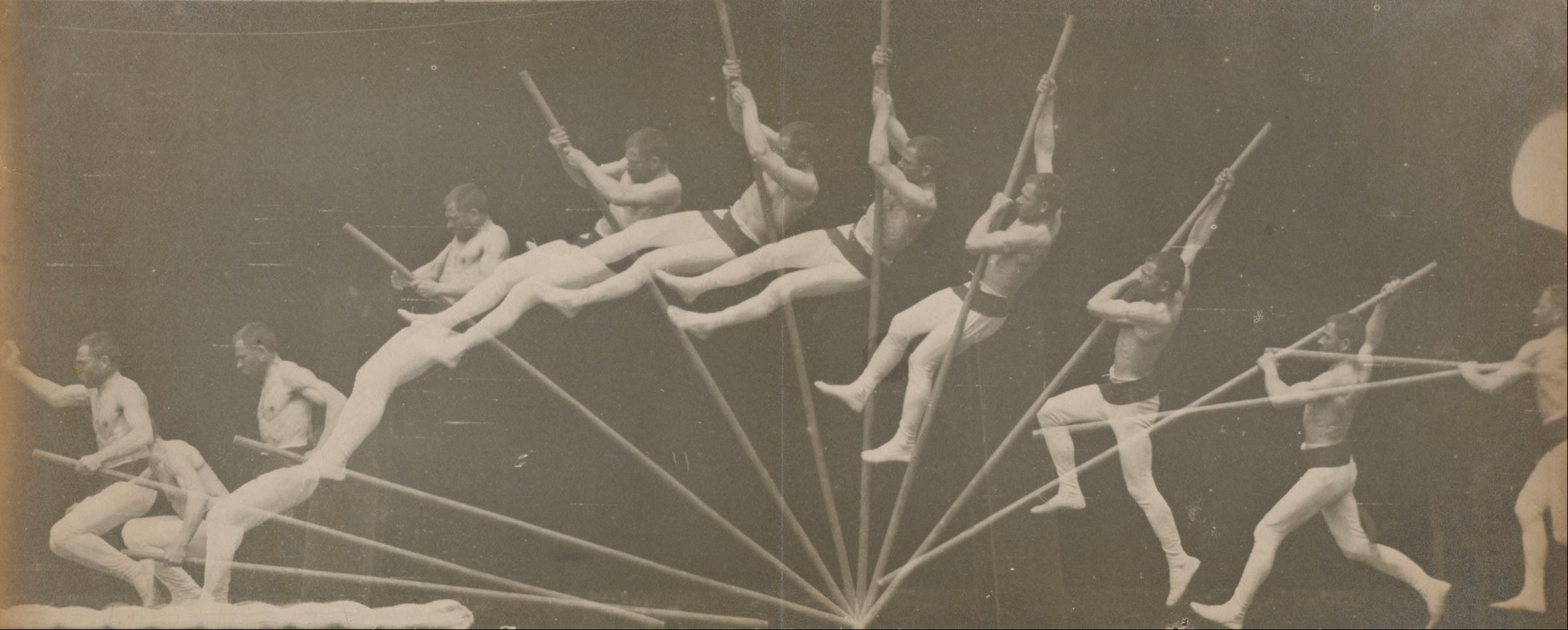
Étienne Jules Marey 1885-1895 Mouvements du saut à la perche

Par la suite né le projet « La Mélodie d’Alzheimer », ensemble de plusieurs documentaires musicaux et scientifiques, ainsi qu’une trentaine d’entretiens avec des patients, des musiciens, des médecins et des chercheurs  dans le contexte de la création d'une plateforme médico-scientifico-musico-audiovisuelle à la Prée, menée en partenariat avec plusieurs chercheurs de l’Université de Bourgogne (Inserm/CNRS),. 
De 2016 à aujourd'hui, sur la base de tous ces travaux, elle participe à la mise en place de la « Caravane de la Mémoire », projet permettant un voyage musical, scientifique et solidaire pour prouver le rôle de la musique et du tango sur les troubles neuro-évolutifs.

## Festivals et récompenses
- 2014 : La Mélodie d'Alzheimer : Finaliste aux trophées du Grand Age, Festival Imagésanté (Bruxelles), Festival du film Scientifique d'Athènes
- 2013 : Maurice Emmanuel : 5 diapasons et 4 étoiles Classica
- 2011-2012 : Etienne-Jules Marey : FIFA (Festival international du film sur l'art de Montréal ), festival Arte cinéma de Naples.
- 2008-2009 : Olivier Greif : Diapason d’Or, Clef du mois ResMusica, Coup de Cœur Charles Cros, 4 étoiles Forumopera et 3 étoiles Classica
- 1984 : "Ainsi est la Bolivie" Nice Lion d'Or[7]
- 1984 : "Ainsi est la Bolivie" Royan Mention spéciale du jury[7]
- 1982 : "Ainsi est la Bolivie" Limoges Prix de la Presse[8]

## Filmographie
- 2015 : Dans la résonance de Maurice Emmanuel
- 2015 : Lumières de Femmes
- 2014 : Etienne Jules-Marey, la science au réveil des arts
- 2014 : La Mélodie d'Alzheimer
- 2014 : Les Allegros, les Concertos, les Vivaces, les Legatos d'Alzheimer
- 2013 : Maurice Emmanuel, La Rumeur du Monde
- 2010 : Nuits, démêlées, Hommage à Olivier Greif et les 12 DVD du coffret "Les Incontournables"
- 2008 : Bach au cœur
- 2007 : Complainte des Chevaliers d'Orient et d'Occident
- 2007 : Alain Kremski, à la source du son[9]
- 2005 : Marguerite MONNOT, dans l'ombre de Piaf
- 2004 : Decize n'oublie pas... Marguerite mounot
- 2003 : Oddoux du bois dans la pierre
- 2002 : Maisons d'oiseaux
- 2002 : C'est pas pareil - 56 épisodes
- 2002 : Musiques Sacrées des Orients Bouddhistes
- 2002 : De Fès à Dijon
- 2000 : Carmen Rubio, Flamenca de Bourgogne
- 1995 : A Tokarnia, le chemin des étoiles
- 1995 : A San Ghjuvanni, la fête de la St Jean
- 1995 : En Bourgogne, bateaux en fête
- 1995 : Jour de l'eau en Thaïlande
- 1995 : Noël au Liban
- 1992 : En Bolivie - La rue, notre école
- 1992 : Au Mali - Le bâton d'Elmedhi
- 1992 : Au Cambodge, enfants de la survie
- 1992 : Renato, enfant de Bahia
- 1990 : Caramel a disparu
- 1990 : L'enfant et la goutte d'eau
- 1990 : Allons voir si la Loire
- 1990 : Julia en Bolivie
- 1990 : Julia en Israël
- 1990 : Cédric, enfant de Savoie
- 1988 : Julia en péniche
- 1988 : Julia en Mauritanie
- 1988 : Julia en Andalousie
- 1987 : Julia en Grèce
- 1984 : Julia chez les Berbères
- 1984 : Berbères du Maroc - Deuxième Partie : La Fenêtre haute
- 1984 : Berbères du Maroc - Première Partie : La Fiancée de la pluie
- 1980 : Ainsi est la Bolivie
- 1974 : Florentino, enfant des Andes
- 1974 : Pérou, vie et mort dans les Andes

## Publications
- Anne Bramard-Blagny, We are the words, entretiens avec les amis d'Olivier Greif, Sampzon, Delatour, 2013 (ISBN 978-2-7521-0164-8, BNF 43638659)
- Anne Bramard-Blagny, Mon soleil au Pérou, rencontre avec un sorcier Jivaro, L'Harmattan, 2004, 182 p. (ISBN 978-2-85802-766-8)
- Anne Bramard-Blagny et Jacqueline Cohen, Pacunda, Bayard Jeunesse, coll. « J'aime lire », 1990, 47 p. (ISBN 978-2-227-72207-1)
- Anne Bramard-Blagny et Richard Hoyez, Julia chez les Berbères (Grandir là-bas), L'Harmattan, 1986, 46 p. (ASIN B000XG33VE)